# Кинопрофессии
Кинематографи́ст — представитель профессий, связанных с кинематографическим искусством. Кинопрофессии можно условно разделить на несколько категорий: театральные профессии или профессии, имеющие свой театральный аналог и связанные со сценическими искусствами; чисто кинематографические профессии, связанные с кинопроизводством и кинопрофессии, связанные с кинопрокатом.

## Театральные профессии
- Актёр и актриса — исполняют в фильме роли характерных действующих лиц. Некоторые из них — известные звёзды[источник не указан 114 дней].
- Бутафор — производит имитацию в готовых декорациях всех видов поверхностей: штукатурки, кирпичной кладки, мраморных колонн, мороза на окнах и т. п[1]. Также ответственен за производство и применение бутафорской крови[источник не указан 114 дней].
- Гримёр — изготовление накладных париков, усов и т. п. под соответствующий образ. Гримирует: старением, типом кожи, ранениями[источник не указан 114 дней].
- Декоратор — специалист с опытом оформления интерьеров помещений. Находит соответствующие предметы и размещает их внутри декорации таким образом, чтобы сцена выглядела естественно.
- Звукорежиссёр (англ. sound director) — Курирует все этапы звукопроизводства. Формирует концепцию звука. Создаёт художественные звуковые образы. Руководит всем департаментом[2].
- Режиссёр-постановщик (англ. director) — ключевой творческий руководитель, автор проекта, главное лицо на съёмочной площадке. Руководит работой актёров и всех остальных участников съёмочной группы (оператора, звукорежиссёра, художника-постановщика и др.)[2].
- Костюмер (англ. costumer) — отслеживает всё, вплоть до положения пятен грязи на одежде[источник не указан 114 дней]. Имеет дубль костюма.
- Музыкальный редактор (англ. music editor) — Знает, как можно, с помощью музыки, музыкальных звуковых эффектов, создать определённую атмосферу и настроение сюжета фильма, создаёт единство музыки и изображения.
- Реквизитор — осуществляет расстановку мебели и реквизита — ковров, ламп, драпировок, картин, книг в съёмочных декорациях[источник не указан 114 дней].
- Сценарист — создаёт литературный сценарий фильма[2].
- Технолог декораций — вычерчивает планы и составляет спецификации по материалам для строительства декораций на основе словесного описания или эскизов[источник не указан 114 дней].
- Хореограф — осуществляет постановку танцев.
- Художник-гримёр — отвечает за соответствием грима всех персонажей художественному содержанию картины. Следит за выполнением гримёрами намеченных типажей. Изготовление накладных париков, усов соответствующих по времени, сословию/статусу, национальным и местным особенностям, характеру образа. Решает все вопросы, связанные с цветом глаз, старением персонажа, типом кожи, ранениями[источник не указан 114 дней].
- Художник по костюмам — подготовка костюмов к съёмкам. Знание исторической достоверности костюма, моды, знаков различия и т. п.
- Художник-постановщик (англ. production designer) — разрабатывает декорации и костюмы (вплоть до эскизов), рабочие макеты оформления сцен (до габаритных чертежей декораций, мебели и бутафории)[источник не указан 114 дней].

## Кинематографические профессии
- Администратор — обеспечивает полноценное функционирование съёмочной площадки и получает разрешения на проведение съёмок на территории разных объектов.
- Ассистент монтажёра — готовит исходный материал к монтажу, синхронизирует звук и изображение, нарезает дубли и так далее[источник не указан 114 дней].
- Ассистент оператора — выполняет функции «фокус-пуллера», то есть выполняет фокусировку объектива киносъёмочного аппарата на необходимых по замыслу объектах. Измеряет заранее рулеткой дистанцию и переводит плоскость резкости объектива в процессе съёмки в случае движения камеры или смены главного объекта, который должен отображаться резко. Устраняет внезапно возникшие помехи в кадре. Также производит измерение экспозиционных параметров и отвечает за правильную экспозицию. Выполняет измерение цветовой температуры съёмочного освещения и осуществляет подбор конверсионных светофильтров.
- Бригадир осветителей (гаффер), — человек, отвечающий за операторское освещение (в случае необходимости вызывается машина «лихтваген» с автономным дизель-генератором)[источник не указан 114 дней].
- Директор фильма (директор картины) — устаревшее название должности, применявшееся в советском кинематографе. В отличие от иностранных съёмочных групп, в которых director — это режиссёр, в отечественном кинематографе «директор» выполняет функции управления финансами. Он отвечает за бухгалтерскую отчётность и бесперебойное финансирование всех нужд съёмочной группы. В настоящее время эта должность называется, в соответствии с международной практикой, «исполнительный продюсер»[источник не указан 519 дней]. По другим данным, по своим функциям и обязанностям может быть схож с «линейным продюсером»[3].
- Дольщик (супертехник) — (dolly — операторская тележка) человек, который отвечает за тележку. Ставит рельсы, везёт тележку с оператором.
- Долби-консультант — специалист по кодированию цифровых оптических фонограмм[4].
- Дублёр — под этим словом могут понимать либо каскадёра, либо актёра дубляжа.
- Звукоинженер — специалист, обслуживающий комплекс звукового оборудования[источник не указан 114 дней].
- Звукооператор — работает со звуком, с записями, отслеживает качественные параметры фонограммы, такие как например — уровни звуковых компонентов, их частотную характеристику и соотношение сигнал/шум.
- Звукооформитель — специалист по записи синхронных шумов. Имитирует и воспроизводит синхронно изображению необходимые шумы. Например: шаги человека, пробег лошади, поцелуи и прочие шумы, производимые человеком и живыми существами.
- Звукорежиссёр перезаписи — важный специалист на финальном этапе формирования картины[источник не указан 114 дней]. Не стоит путать перезапись с переозвучиванием. Перезапись — это последняя стадия фильмопроизводства, во время которой происходит обработка, локализация, сведение и мастеринг всех многочисленных звуковых компонентов.
- Каскадёр — выполняет трюки, связанные с опасностью для жизни. Иногда совмещает функции дублёра, снимаясь вместо актёров.
- Кабельщик — сотрудник звукоцеха, осуществляющий прокладку кабелей на съёмочной площадке.
- Кинооператор — является непосредственным помощником главного оператора, непосредственно управляет камерой, следит за качественными параметрами[2].
- Кинокомпозитор — создаёт музыкальное оформление фильма, пишет музыку.
- Копировщик, копировщица — оператор кинокопировальных аппаратов[5].
- Кранмейстер — человек, отвечающий за работу операторского крана. Монтирует его, помогает устанавливать камеру, отвечает за технику безопасности и осуществляет движение стрелы с камерой.
- Механик съёмочной техники — обеспечивает техническое обслуживание камеры и её установку[источник не указан 114 дней]. Перезаряжает плёнку, кассеты, меняет оптику и т. д.
- Монтажёр — человек, ответственный за основные монтажные решения. Выполняет чистовую «сборку» картины. Нередки случаи, когда функции монтажёра выполняет сам режиссёр-постановщик.
- Монтажёр звука — монтирует звуковые компоненты. Раскладывает записанные реплики синхронно изображению.
- Оператор комбинированных съёмок — кинооператор, выполняющий съёмку трюковых кадров и сцен со спецэффектами.
- Оператор микрофона — заведует микрофонным парком, направляет микрофоны на сюжетно-важные объекты и одновременно следит, чтобы они не попадали в кадр[источник не указан 114 дней].
- Оператор-постановщик он же главный оператор — разрабатывает изобразительное решение фильма и руководит операторской группой. Отвечает за фотографическое и техническое качество изображения, расход киноплёнки и электроэнергии для операторского освещения[2].
- Оператор «Стэдикам» — кинооператор, обладающий специфическими навыками съёмки при помощи системы стабилизации камеры «Стэдикам» (англ. Steadicam).
- Пиротехник, оружейник — работник оружейно-пиротехнического цеха киностудии, обеспечивающий во время съёмок пиротехнические эффекты и использования различных видов огнестрельного вооружения. Он рассчитывает требуемое количество заряда, направление взрывной волны; отвечает за технику безопасности при обращении с оружием и его сохранность. Создание искусственного тумана — также дело рук пиротехника[6]. Прикрепляется к операторской группе.
- Постановщик трюков — специалист, разрабатывающий безопасное осуществление трюков и технологию их съёмки, создающую на экране иллюзию действий, невозможных в реальности.
- Продюсер — художественный и финансовый руководитель проекта. Формирует проект, выбирая сценарий и режиссёра, и осуществляет производство и контроль.
- Проявщик киноплёнки — специалист, обслуживающий проявочные машины на киностудии и кинокопировальной фабрике[5].
- Рабочий — одна из административных должностей. Выполняет указания администратора.
- Режиссёр дубляжа — организует работу группы дубляжа иностранных фильмов[7].
- Режиссёр звуковых эффектов — занимается созданием звуковых эффектов фильма, а также звуков, не имеющих соответствующего аналога в природе или которые невозможно записать, например, звук, издаваемый динозаврами[источник не указан 114 дней].
- Режиссёр массовок — организует съёмку крупномасштабных сцен с участием большого количества людей.
- Режиссёр по работе с актёрами — осуществляет подбор (кастинг) актёров на все ключевые и второстепенные роли. Учитывает психологическую и художественную совместимость актёров, а также решает вопросы взаимодействия режиссёра с актёрами.
- Режиссёр-постановщик трюков — режиссёр, на долю которого выпадает задача поставить и проработать трюк «от и до».
- Сенситометрист — сотрудник цеха обработки плёнок и кинокопировальной фабрики, выполняющий сенситометрические измерения качества экспонирования киноплёнки[5].
- Специалист по спецэффектам — занимается разработкой спецэффектов (от искусственного тумана до компьютерной графики), консультирует и продумывает реализацию[источник не указан 114 дней]. Входит в состав операторской группы.
- Техник цифровой киносъёмки — специалист, обеспечивающий качественную запись данных цифровой кинокамеры при цифровой технологии производства.
- Укладчик текста — литературный сотрудник, обрабатывающий текст перевода так, чтобы он наилучшим образом совпадал с дикцией актёров[7].
- Художник по специальному гриму — обладает опытом имитации, сочетания грима со специальными эффектами. Имитирует эффекты старения, особой фактуры кожи и т. д. Может создавать микропиротехнические эффекты — маленькие взрывные устройства (петарды), имитирующие попадание пули в актёра, нанесение колотого ранения и его последствий[источник не указан 114 дней].
- Цветоустановщик — специалист, изготавливающий цветовой паспорт для печати выровненного позитива[5].

## Профессии анимационного кинематографа
- Заливщик — художник-мультипликатор, выполняющий заливку красителями подготовленных фазовщиками мультипликатов. В настоящее время эта работа выполняется преимущественно компьютером[8].
- Редактор в анимации — специалист, ответственный за контроль над процессом создания сценария произведения, его художественным качеством и соответствием требованиям студии, продюсера и/или режиссёра-постановщика. Кроме того, редактор участвует в формировании жанрового направления студии и решает, какие сценарии могут быть развиты и развиты в отдельные работы[9].
- Художник-аниматор — художник, выполняющий рисунки, из которых составляется изображение анимационного мультфильма. Современная компьютерная анимация предусматривает создание художником рисунков при помощи компьютера. Современные художники-мультипликаторы чаще всего кроме навыков художника обладают квалификацией программиста[8].
- Художник-фазовщик — художник-мультипликатор, выполняющий изготовление всех рисунков промежуточных фаз движения персонажей. В настоящее время эта работа чаще всего выполняется компьютером[8].

## Профессии кинопроката
- Киномеханик — специалист, обслуживающий киноустановку и непосредственно осуществляющий демонстрацию фильма.